# صوفيا أنتيبوليس
صوفيا أنتيبوليس (بالفرنسية: Sophia Antipolis)‏ هي واحة للعلوم تقع شمال غرب مدينة أنتيب جنوب غرب مدينة نيس الفرنسية. أنشئت بين عامي 1970 و 1984، وتستضيف في المقام الأول الشركات ذات المجالات المتعلقة في كل من الحوسبة، الإلكترونيات، علوم الأدوية والعلوم الحيوية، وإلى جانب ذلك فهي موطن للعديد من الدراسات العلمية والبحوث.

## وصلات خارجية
- Sophia-Antipolis.fr